# دائوجیائو، گوانگدونگ
دائوجیائو، گوانگدونگ (به لاتین: Daojiao) یک شهرک در جمهوری خلق چین است که در دونگوان واقع شده‌است.